# Cornuvesica falcata
Cornuvesica falcata är en svampart som först beskrevs av E.F. Wright & Cain, och fick sitt nu gällande namn av C.D. Viljoen, M.J. Wingf. & K. Jacobs 2000. Cornuvesica falcata ingår i släktet Cornuvesica, ordningen Microascales, klassen Sordariomycetes, divisionen sporsäcksvampar och riket svampar.   Inga underarter finns listade i Catalogue of Life.